# Talsperre Horka
Die Talsperre Horka (tschechisch Vodní nádrž Horka) ist eine Trinkwassertalsperre in Tschechien.
Die Talsperre liegt in Nordwestböhmen und staut den Libocký potok (Leibitschbach). Sie befindet sich auf dem Gebiet der Gemeinden Nový Kostel, Habartov und Krajková und wurde zwischen 1966 und 1970 gebaut. Ihr Bau wurde erforderlich, weil die ursprünglich zur Trinkwasserversorgung von Cheb errichtete Egertalsperre Skalka wegen der ungünstigen Wasserqualität nicht mehr den Anforderungen zur Trinkwassererzeugung genügte.
Der Damm befindet sich bei dem Dorf Horka und hat eine Höhe von 40,7 m. In ihm befindet sich die Turbine eines Wasserkraftwerkes. Der Stauraum erstreckt sich im engen Tal des Libocký potok und fasst 19,23 Mio. m³ Wasser. Die Dammkrone ist 236 m lang und 5,45 m breit. Die Wasserfläche besitzt eine Ausdehnung von 130,24 ha.
Durch den Stau, der 1969 erfolgte, wurde das Dorf Leopoldovy Hamry überflutet. Die im Einzugsgebiet der Talsperre gelegenen Dörfer Smrčí und Svažec wurden geräumt und erloschen. Ein Zutritt zur Anlage ist nicht möglich; 300 m unterhalb des Damms beginnt die Trinkwasserschutzzone I. Auch oberhalb, ab der Straße 21030, ist der Zugang verboten.        